# Včela medonosná arabská
Včela medonosná arabská (Apis mellifera jemenitica také núbijská) je poddruh včely medonosné pocházející z jižního Arabského poloostrova, jižně od Sahary, Súdánu a Somálska. Na základě morfologických studií Friedricha Ruttnera je klasifikována jako tropická africká skupina včel.

## Fyziologie
Včela arabská je poměrně malá a podsaditého tvaru. Na břichu dělnic je jeden až tři žluté kroužky. Je přizpůsobena extrémním vysokým domácím teplotám a tvoří relativně malá včelstva.